# Microrégion de Conselheiro Lafaiete
La microrégion de Conselheiro Lafaiete est l'une des huit microrégions qui subdivisent la mésorégion métropolitaine de Belo Horizonte, dans l'État du Minas Gerais au Brésil.
Elle comporte 12 municipalités qui regroupaient 238 172 habitants en 2006 pour une superficie totale de 2 946 km2.

## Municipalités[1]
- Casa Grande
- Catas Altas da Noruega
- Congonhas
- Conselheiro Lafaiete
- Cristiano Otoni
- Desterro de Entre Rios
- Entre Rios de Minas
- Itaverava
- Ouro Branco
- Queluzito
- Santana dos Montes
- São Brás do Suaçuí